# Gladiator (jogo de arcade)
Gladiator (também conhecido como Great Gurianos) é um videogame de arcade de 1986, fabricado pela Taito Corporation. No Japão, seu nome é "Ougon no shiro" ("Castelo dourado").

## Jogabilidade
O jogador controla um gladiador de armadura chamado Guaranos, através de um castelo. Ele intercala fases de obstáculos e lutas. Nas fases de obstáculos, ele tem que defender-se ou destruir morcegos, bolas de fogo, lâminas, etc. Nas lutas, ele enfrenta gladiadores como ele. Talvez seja um dos jogos mais originais já criados: Armado de espada e escudo, o jogador pode ir tirando as peças de armadura do inimigo conforme o local onde o golpe de espada acertar. Até mesmo a espada e escudo do inimigo podem ser quebradas, dependendo da paciência e habilidade do jogador. Infelizmente o adversário também pode quebrar o escudo do jogador(caso seja o escudo com que se inicia o jogo, que é de cor prateada), embora não a sua espada. O jogador, porém, na fase de obstáculos, pode pegar um escudo dourado, que é indestrutível. Se uma parte do corpo é atingida(seja pela arma ou maça do adversário ou pelos obstáculos) sem nenhuma proteção, o personagem atingido morre.

## Curiosidades
A guerreira Irene fica com os seios expostos quando atingida adequadamente no golpe decisivo. Sua couraça e bustiê podem ser arrancados com a espada, continuando a lutar, mas se for atingida nas pernas após ser desnudada da cintura para cima, cairá ajoelhada, deixando seus seios visíveis.